# Liste der Monuments historiques in Fuans
Die Liste der Monuments historiques in Fuans führt die Monuments historiques in der französischen Gemeinde Fuans auf.

## Liste der Objekte
| Bezeichnung | Beschreibung          | Standort                                          | Kennzeichnung | Schutzstatus | Datum | Bild |
| ----------- | --------------------- | ------------------------------------------------- | ------------- | ------------ | ----- | ---- |
| Kanzel      | Holz, 17. Jahrhundert | in der Kirche Nativité-de-St-Jean-Baptiste (Lage) | PM25000736    | Classé       | 1928  |      |